# Tune In...
Tune In... är det svenska skabandet The Skalatones' andra och sista studioalbum, utgivet 1999 på Sidekicks Records.

## Låtlista
1. "Radio Ska"
2. "Common Fools"
3. "Slip of the Finger"
4. "Casino Fatale"
5. "Lipstick on My Collar"
6. "Prejudice"
7. "5 O'clock News"
8. "Ayayay"
9. "The Spirit"
10. "Ska Patrol"
11. "A Train Is Coming"
12. "Persuaders"

### Fotnoter
1. ↑  ”Tune In...”. Discogs.com. http://www.discogs.com/Skalatones-Tune-In/release/1424296. Läst 19 april 2012.